# Птиче (Шуміхинський округ)
Пти́че (рос. Птичье) — село у складі Шуміхинського району Курганської області, Росія. Адміністративний центр Птичанської сільської ради.
Населення — 624 особи (2010, 807 у 2002).
Національний склад станом на 2002 рік: росіяни — 96 %.